# Voiture Colibri
Les voitures Colibri, plus souvent nommées Colibris, sont des trains navettes des Chemins de fer fédéraux suisses. Les voitures sont de type RBDe 4/4 (série 2100). Elles ont été mises en service entre 1984 et 1995 pour desservir les lignes régionales. Leur nom vient des couleurs qui les composent : jaune (portes), rouge (face avant de la voiture motrice), bleu (autour des vitres), blanc (côtés du train). En allemand, ces automotrices sont appelées NPZ pour Neuer Pendelzug, soit Nouveau train Réversible.

## Automotrices
| 1re série                   | 1re série                                                                              |
| --------------------------- | -------------------------------------------------------------------------------------- |
| Années de construction      | Prototypes : 1984, 1re série : 1987–1990                                               |
| Numérotation                | 2100 – 2185                                                                            |
| Numérotation (UIC)          | RBDe 560 000 – RBDe 560 083 Chemin de fer Pont-Brassus PBr RBDe 568 384 – RBDe 568 385 |
| Effectif                    | 84 + 2                                                                                 |
| 2e série                    |                                                                                        |
| Années de construction      | 2e série : 1994–1996                                                                   |
| Numérotation (UIC)          | RBDe 560 100 – RBDe 560 141 Différentes versions voir article en allemand              |
| Effectif                    | 42                                                                                     |
| Total                       |                                                                                        |
| Effectif total              | 126 + 2                                                                                |
| Caractéristiques techniques |                                                                                        |
| Longueur                    | 25,000 m                                                                               |
| Poids                       | RBDe 560/561 : 70 t RBDe 562 : 72 t                                                    |
| Vitesse maximale            | 140 km/h                                                                               |
| Essieux                     | Bo'Bo'                                                                                 |

### RBDe 560
La série la plus répandue est celle des RBDe 560.

### RBDe 561
En 2003 six RBDe 560 (105, 127–128, 133–135) ont été transformés en RBDe 561 (000–005) afin de circuler sur le réseau allemand.

### RBDe 562
Six RBDe 560 ont été modifiées à peine un an après leur mise en service, afin de franchir la frontière française. Elles assurent quotidiennement des navettes entre Bâle et Mulhouse. Cette série RBDe 562 (000–005) est bifréquence et circule sous le 15000 V ~ 16,7 Hz des CFF et sous le 25000 V ~ 50 Hz du réseau ferré français.
En 2010, les RBDe 562 assurent deux aller-retour Frasne-Berne, en correspondance avec les TGV Paris-Lausanne à Frasne à la suite de la suppression au service 2010 d'un aller/retour TGV Paris-Berne.
Depuis le 11 décembre 2011, les RBDe 562 ne circulent plus que sur la ligne Frasne-Berne à la suite du remplacement de ces trains par des ZGC sur la ligne Mulhouse-Bâle.

### Montafonerbahn Bludenz-Schruns
La compagnie du Montafonerbahn, basée à Schruns, en Autriche, utilise deux séries d'automotrices NPZ à deux voitures. La première série a été commandée en 1990 et la seconde en 1993. Ces deux séries sont similaires à la première série commandée par les CFF. L'intérieur de ces rames a été rénové et réaménagé en 2007 et 2008.

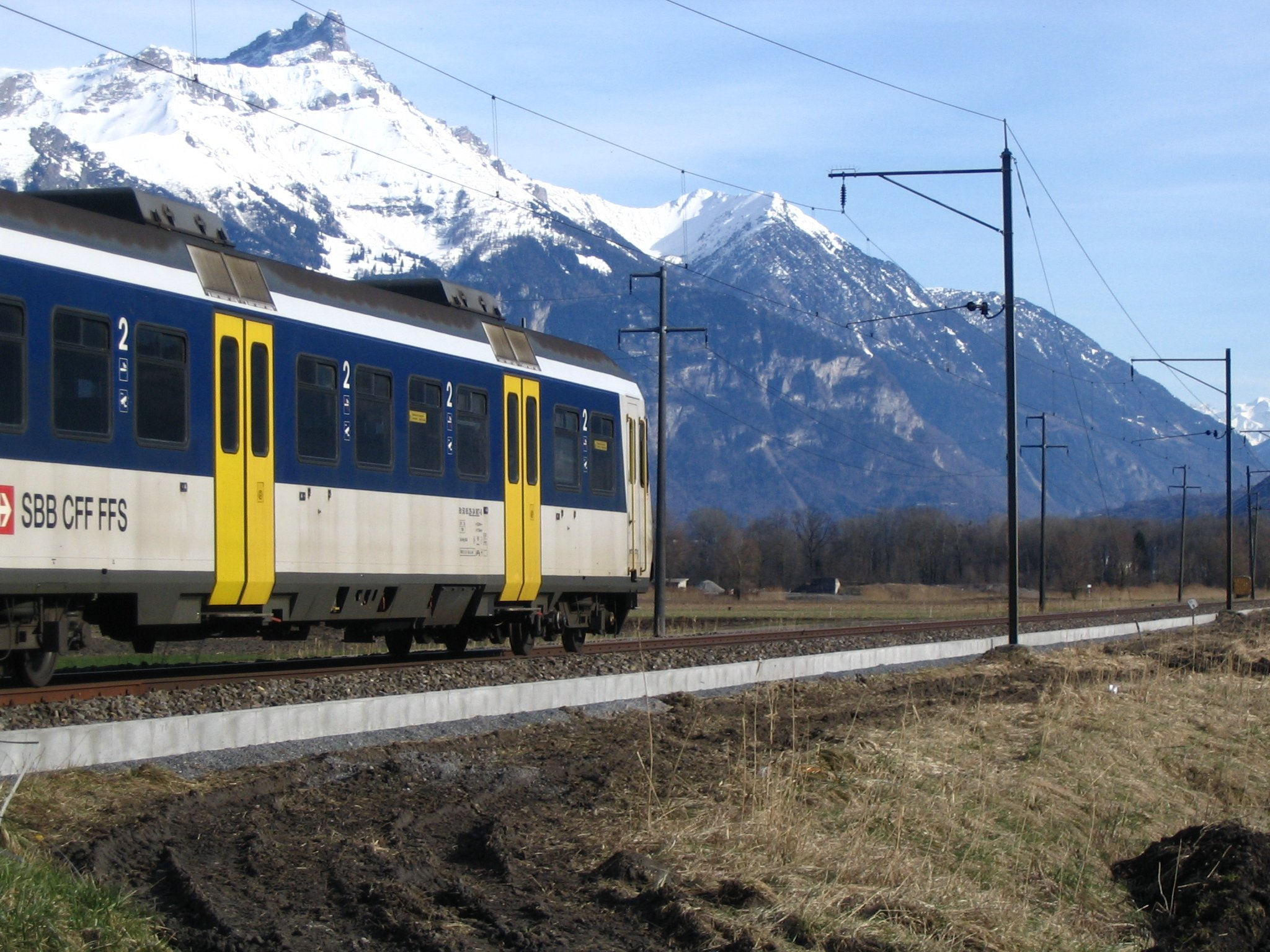
Un Colibri sur la « Ligne du Tonkin » près d'Illarsaz.
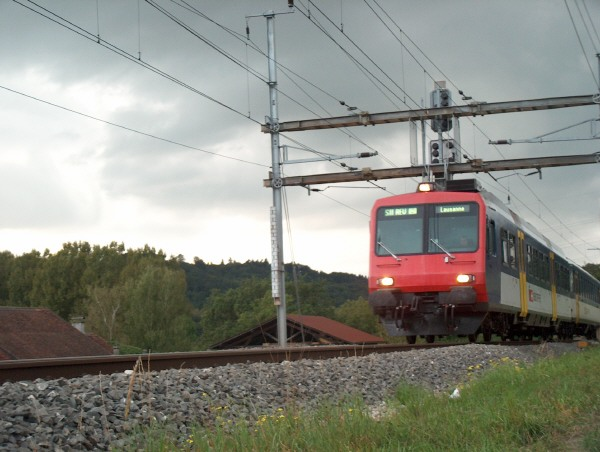
L'avant du train (ligne régionale menant à Lausanne).
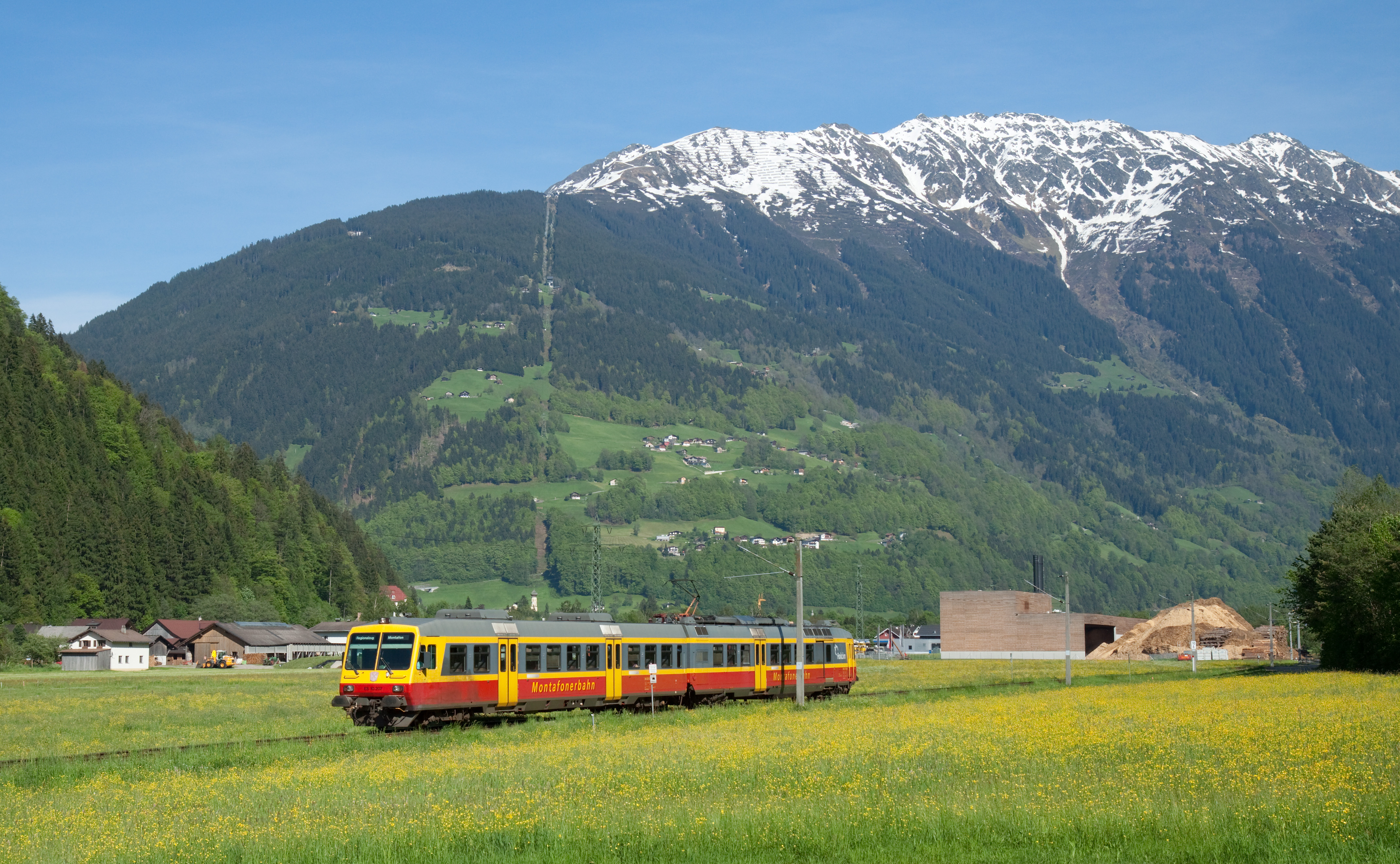
NPZ dans la vallée du Montafon.